# Ligne de Chartres à Orléans
La ligne de Chartres à Orléans est une ligne de chemin de fer française à écartement standard de la région Centre-Val de Loire. Elle relie Chartres à Orléans. Elle accueille dès sa mise en service un trafic marchandises saisonnier, principalement céréalier ; depuis décembre 2016 s'ajoutent des TER Centre-Val de Loire, entre Chartres et Voves.
Elle constitue la ligne 556 000 du réseau ferré national.

## Historique

### De 1868 à 1942
Le tronçon de Chartres à la limite du Loiret, partie de la ligne de Rouen à Orléans, est concédée par une convention signée le 26 février 1868 entre le conseil général d'Eure-et-Loir et Messieurs Fresson, Gautray et Vander Elst frères et Compagnie. Cette convention est approuvée par un décret impérial du 4 août 1869, qui déclare la ligne d'utilité publique à titre d'intérêt local.
Le tronçon de la limite du département d'Eure-et-Loir à Orléans, toujours partie de la ligne de Rouen à Orléans, est concédée par une convention signée le 9 octobre 1869 entre le conseil général du Loiret et Messieurs Fresson, Gautray et Vander der Elst frères. Cette convention est approuvée par un arrêté du 22 août 1871, qui déclare la ligne d'utilité publique à titre d'intérêt local.
Cette ligne à voie unique a été mise en service entre la gare d'Orléans (bifurcation de Chartres), sur la ligne de Paris-Austerlitz à Bordeaux-Saint-Jean, et la gare de Chartres, sur la ligne de Paris-Montparnasse à Brest, le 28 octobre 1872.
La ligne de Chartres à Orléans est incorporée dans le réseau d'intérêt général par une loi le 18 mai 1878. Cette même loi approuve la convention signée le 12 juin 1877 entre le syndic de faillite de la Compagnie du chemin de fer d'Orléans à Rouen et l'État pour le rachat de la ligne par ce dernier.

#### Exploitation militaire à partir de 1888
L'Allemagne met en place dès 1875 une exploitation militaire de la ligne entre Berlin et le polygone d'artillerie de Kummersdorf d'une longueur de 47 km et la France suit son exemple : 

« Après d'assez longues négociations, les chemins de fer de l’État viennent de céder à l'autorité militaire, qui l'exploite comme le ferait une Compagnie privée, la ligne de Chartres à Orléans, longue de 76 kilomètres, qui comprend cinq stations : Berchères, Theuville, Fains-la-Folie, Orgères, Villeneuve-d'Ingré, et trois haltes : Beaulieu, Gommiers, Bricy. En dehors des gares de Chartres et d'Orléans, qu'on laisse à l'élément civil, et celle de Voves, qui est exploitée par la Compagnie d'Orléans, celle de Patay, dite ligne d'embranchement, peut être assimilée à une grande gare du temps de guerre. Deux postes de bifurcation, Lucé et Saint-Jean, servent d'école pour former des aiguilleurs.
La ligne choisie présente toutes les garanties nécessaires pour la bonne instruction de son personnel militaire, qui expédie ou reçoit chaque jour dix trains. Les soldats y apprennent tout ce qui leur serait nécessaire en temps de guerre.
Les employés civils ont conservé le service de la petite vitesse que l'état de guerre supprime ipso facto, le service commercial et le service de la comptabilité. La troupe a dans ses attributions le service du mouvement et la grande vitesse : elle s'en acquitte parfaitement.
On a dû confier la conduite des machines à des agents civils, à cause du parcours qui s'effectue d'un dépôt à l'autre et ne peut rester limité à une ligne de peu d'étendues ; mais des soldats apprentis mécaniciens remplissent les fonctions de chauffeurs et se familiarisent ainsi avec le fonctionnement d'une locomotive. »

#### Fin du transport de voyageurs à partir de 1942
Le service voyageurs est supprimé en 1942 mais la ligne ne cesse de fonctionner pour le fret, encore en 2018. La ligne dessert ainsi toujours, au début des années 2020, des silos à grains ainsi que la base aérienne de Bricy.

### Depuis 2016, réouverture par étapes
La région Centre-Val de Loire lance fin 2009 - début 2010 les travaux concernant la réouverture de la ligne au trafic voyageurs. Cette nouvelle desserte doit être mise en service en deux étapes : d'abord de Chartres à Voves, desserte opérationnelle depuis fin 2016, afin d'assurer la correspondance avec la ligne Paris - Châteaudun - Tours, puis de Voves à Orléans en 2020. Ce projet fait l'objet d'une concertation préalable et d'une enquête publique en novembre et décembre 2014.
La première étape de cette remise en service a nécessité la transformation d'un passage à niveau (situé sur la rocade est de Chartres) en un pont et la remise à niveau des installations (renouvellement de la voie et du ballast, signalisation, passages à niveaux et gares).
La ligne est rouverte au service des voyageurs entre Chartres et Voves le 12 décembre 2016, avec trois allers-retours du lundi au samedi et deux les dimanches, la voie étant parcourable à 100 km/h,.
En 2018, le conseil régional Centre-Val de Loire étudie la possibilité de rouvrir la ligne au service des voyageurs entre Voves et Orléans. Cependant, le projet est officiellement abandonné pour des raisons techniques qui rendent le projet trop complexe à réaliser. En effet, selon François Guéroult qui écrit pour France Bleu : « il faut supprimer de nombreux passages à niveau, créer 4 haltes à Orgères en Beauce, Patay, Bricy et Ormes, négocier avec l'armée de l'Air pour revoir les courbes d'envol de la base aérienne de Bricy, etc. »
En 2024, les connexions entre Chartres et Voves sont réduites, avec un seul aller-retour direct par jour avec le chemin de fer. Le reste des connexions est assuré par des autobus[réf. nécessaire].

## Infrastructure
C'est une ligne à voie unique depuis l'origine. Son profil est assez médiocre avec des déclivités qui atteignent 15 ‰. Tracée dans la plaine de la Beauce, elle comporte de nombreux alignements.
À Beaulieu-le-Coudray, elle est en contact avec l'ancienne ligne de Beaulieu-le-Coudray à Auneau-Embranchement, mise en service le 1er avril 1876.
À Voves, elle est en contact avec :
- La ligne Paris - Châteaudun - Tours, mise en  service le 28 décembre 1865. Le 13 décembre 2020 est mise en place une liaison directe entre Chartres et Tours, les voyageurs n'ayant plus à changer de rame en gare de Voves ; la fréquence de la desserte est d'un aller-retour quotidien Chartres - Châteaudun - Vendôme - Tours, et de deux allers-retours quotidiens en semaine entre Chartres et Châteaudun[12].
- L'ancienne ligne de Voves à Toury (29 km), mise en service le 31 mai 1896, et maintenant déclassée.

À Patay elle est en contact avec la ligne de Courtalain - Saint-Pellerin à Patay, mise en service le 2 avril 1883 et partiellement utilisée pour le fret jusqu'à la gare de Châteaudun.

## Exploitation
Cette ligne connut une exploitation militaire à partir de 1889[réf. nécessaire]. Au début des années 2020, la section entre Orgères-en-Beauce et Orléans ou Les Aubrais est utilisée par deux coopératives agricoles (Axéréal et SCAEL), qui expédient 
160 000 tonnes de céréales par an vers La Rochelle, Nantes, Rouen, la Bretagne, Dunkerque et vers les pays voisins de la France, et par la base aérienne militaire de Bricy.

### Matériel roulant
Sur la section Chartres - Voves, la ligne est parcourue par des X 73500 pour le service TER. La desserte des silos des coopératives agricoles est quant à elle effectuée principalement à l'aide de BB 69400 en UM.

## Desserte routière
Sur l'ancienne ligne quasiment toutes les communes restent desservies par autocar, mis à part la portion Orgères-en-Beauce - Gommiers - Patay :
- en Eure-et-Loir, réseau Transbeauce (transports du département d'Eure-et-Loir) :
  - de Chartres à Orgères-en-Beauce, ligne 2
- dans le Loiret, réseau Ulys (transports du département du Loiret) :
  - d'Orgères-en-Beauce à Orléans, ligne 1A
  - de Patay à Orléans, ligne 1B

En parallèle le réseau TER assure par autocar un trajet direct entre Chartres et Orléans environ 10 km à l'est de la ligne, suivant la route nationale 154.

## Projet
Une réouverture aux voyageurs de la ligne entre Voves et Orléans est planifiée « au début des années 2020 »,. Toutefois, le projet se heurte à la mise aux normes de sécurité des nombreux silos à céréales implantés le long du parcours, mais aussi à la proximité de la base aérienne de Bricy. Avant même de songer aux services des voyageurs, l'urgence au début de ces années est, selon les autorités, le maintien du service fret sur les parties encore exploitées, notamment entre Orgères-en-Beauce et Orléans, où un programme de travaux est signé le 10 mai 2021 : ils consistent à renouveler rails, traverses et ballast sur un linéaire de 8,2 kilomètres et permettront de lever l'interdiction de circuler entre 12h et 20h en cas de fortes chaleurs. Ces travaux se déroulent d'août 2022 à avril 2023 et pourraient servir ultérieurement à une réouverture aux services des voyageurs. Le montant de ces travaux s'élève à 7,55 millions d'euros pris en charge par l'État pour 4,4 millions, par la région Centre-Val de Loire pour 2,15 millions et par les deux coopératives agricoles utilisant la ligne (Axéréal et SCAEL) pour respectivement 0,6 million et 0,4 million.

## Galerie de photographies

Tronçon de Chartres à Voves
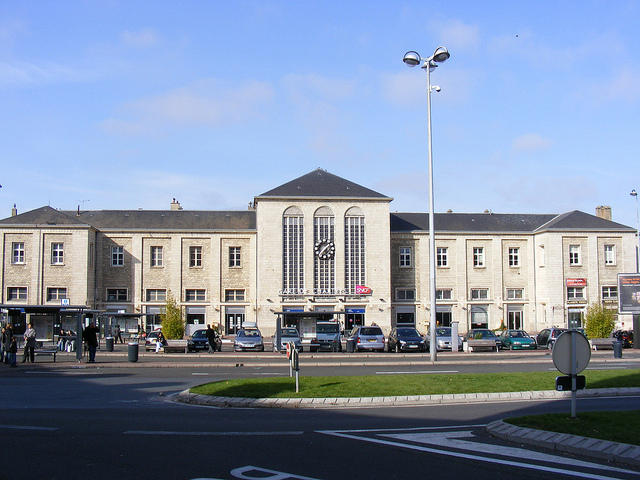
La gare de Chartres.
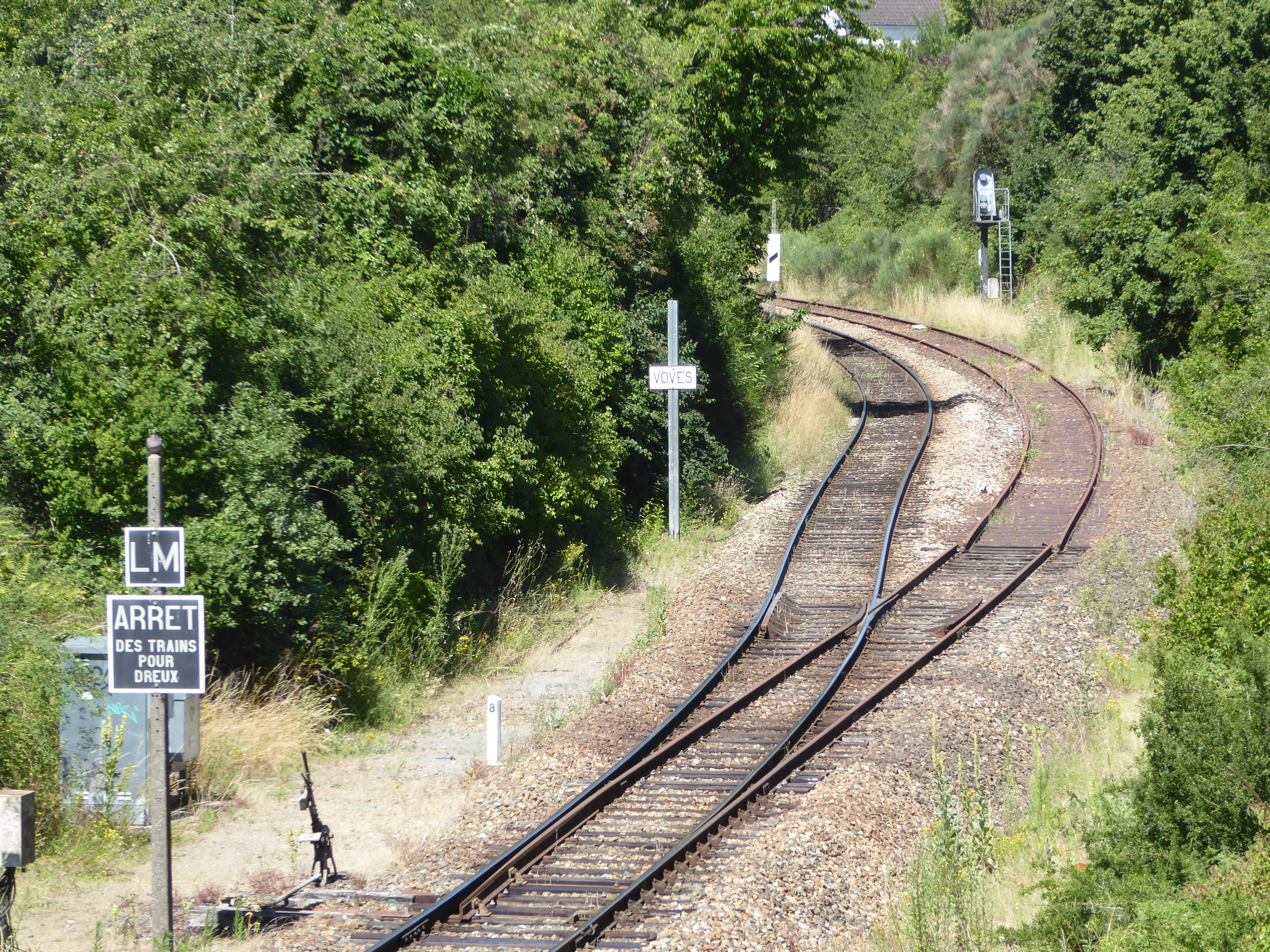
Bif. de Mainvilliers : Voves à gauche, Dreux à droite (2022).
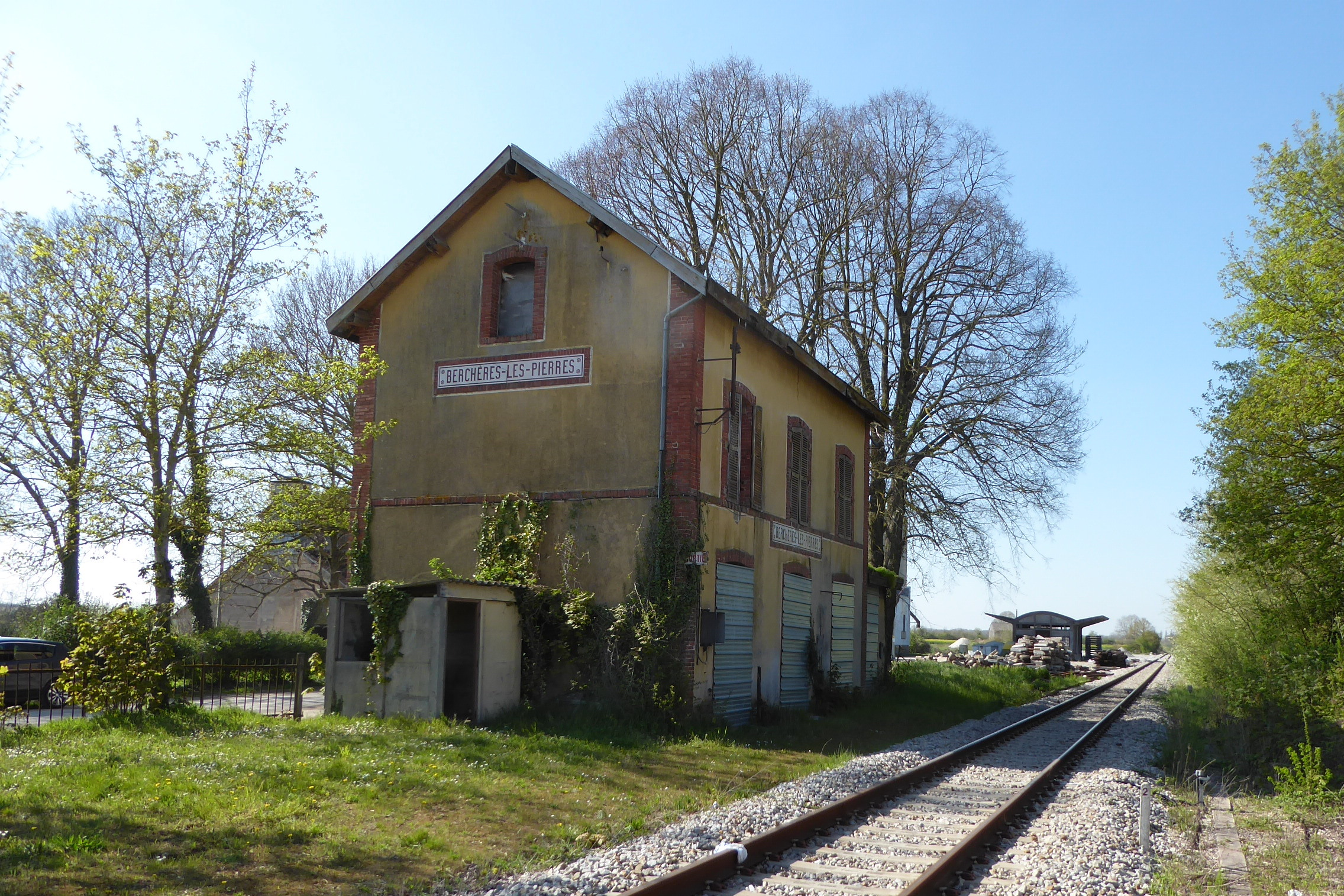
L'ancienne gare de Berchères-les-Pierres.
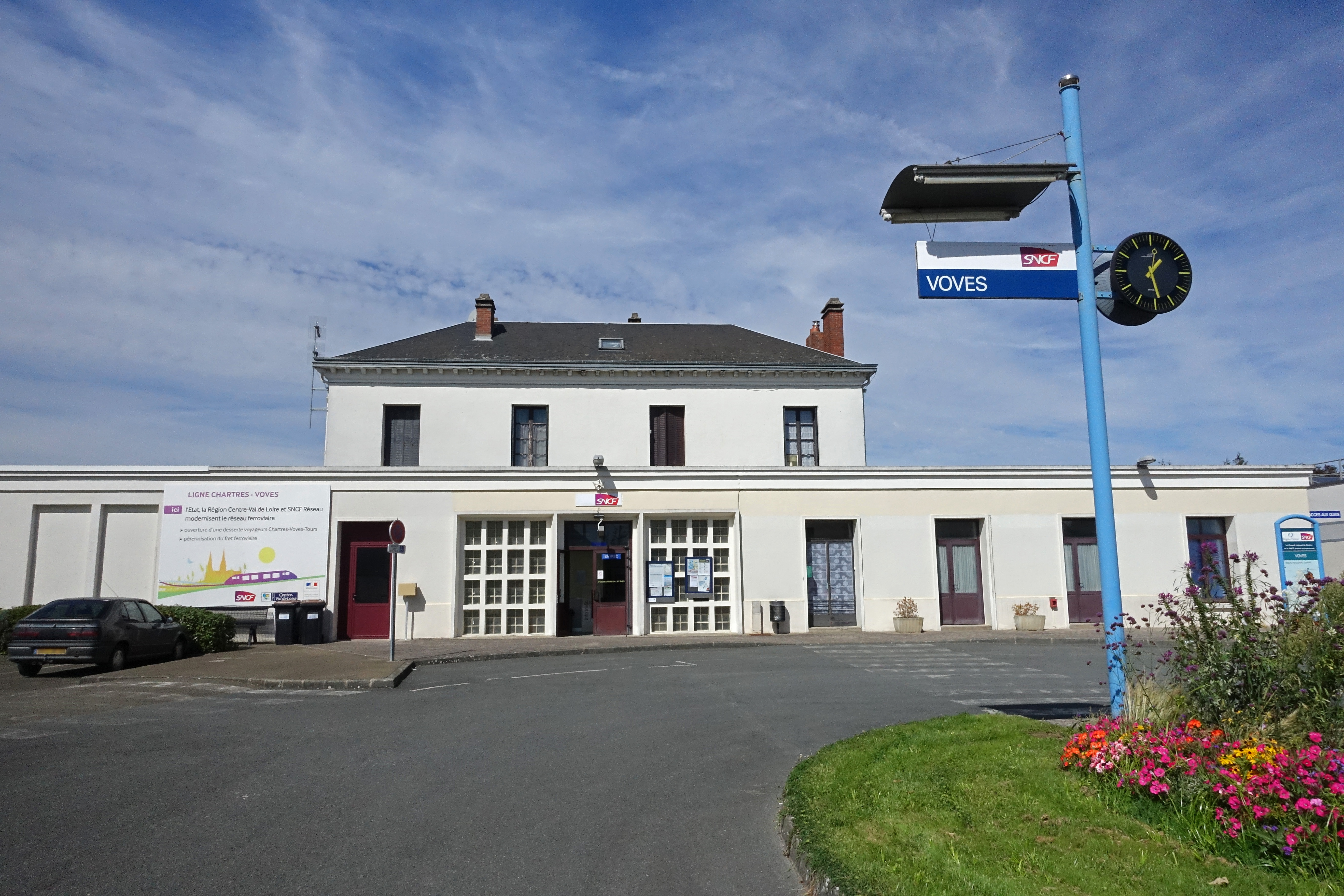
La gare de Voves.

Tronçon de Voves à Orléans
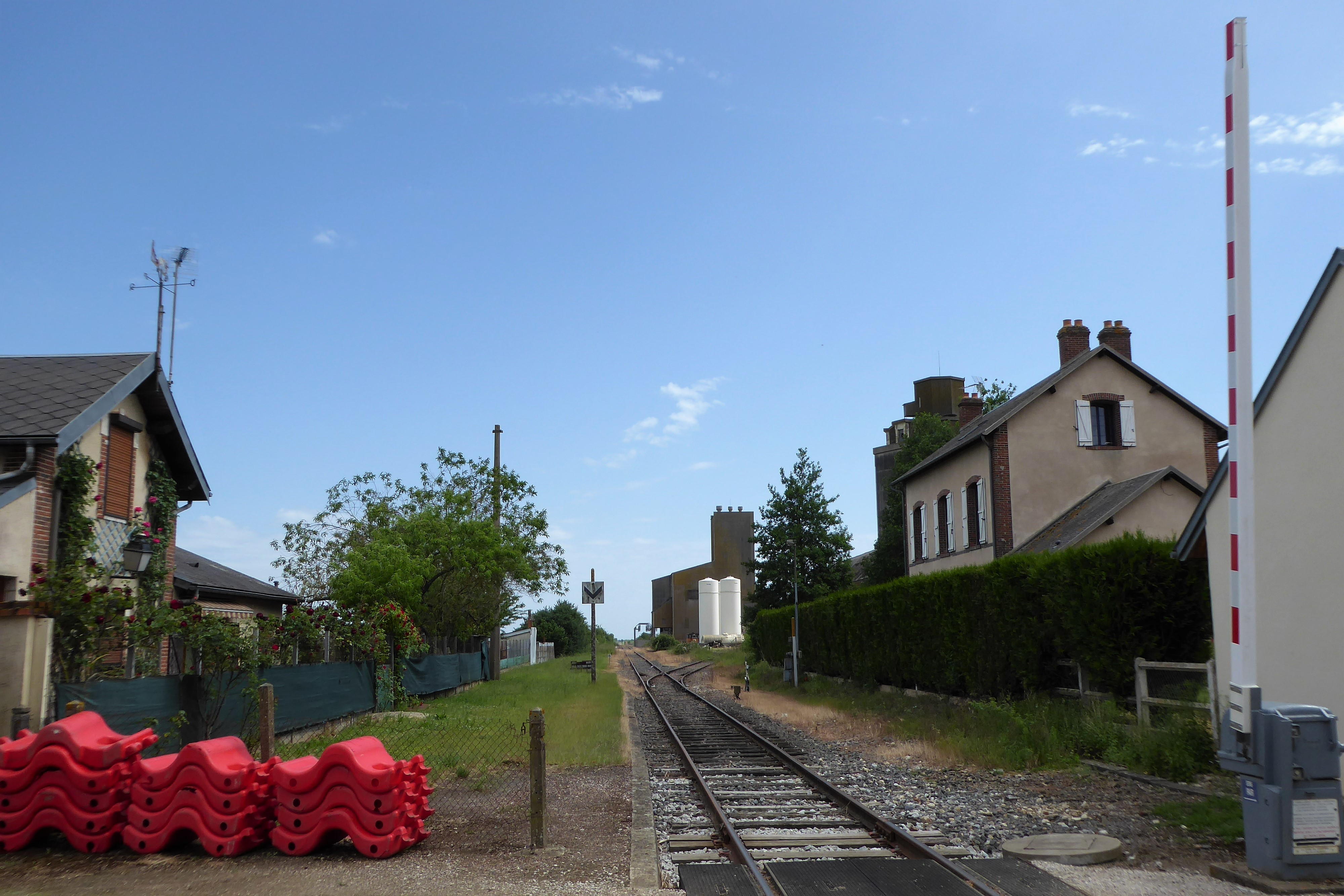
La gare de Fains-la-Folie.
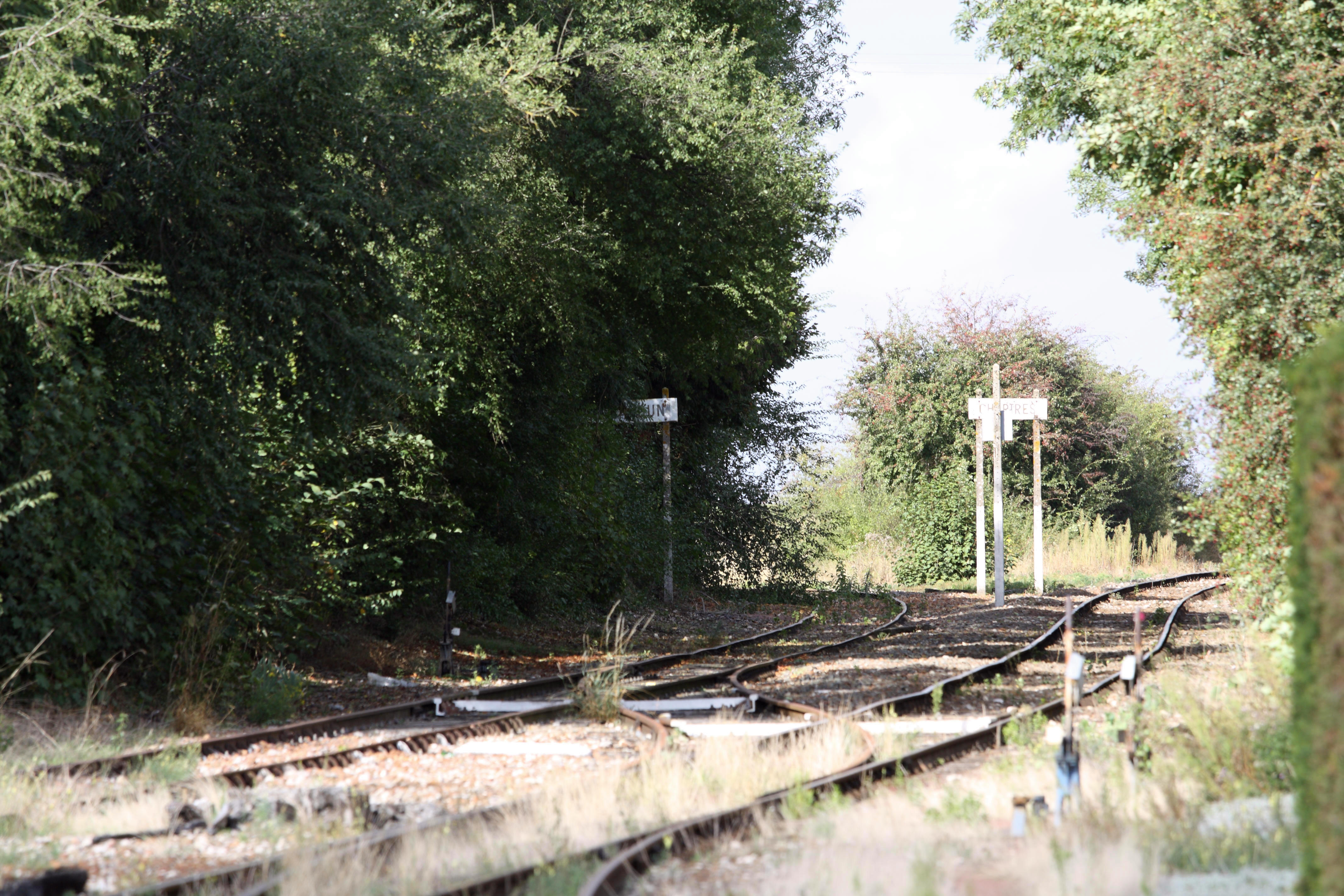
Aiguille de Patay : Châteaudun à gauche, Chartres à droite.
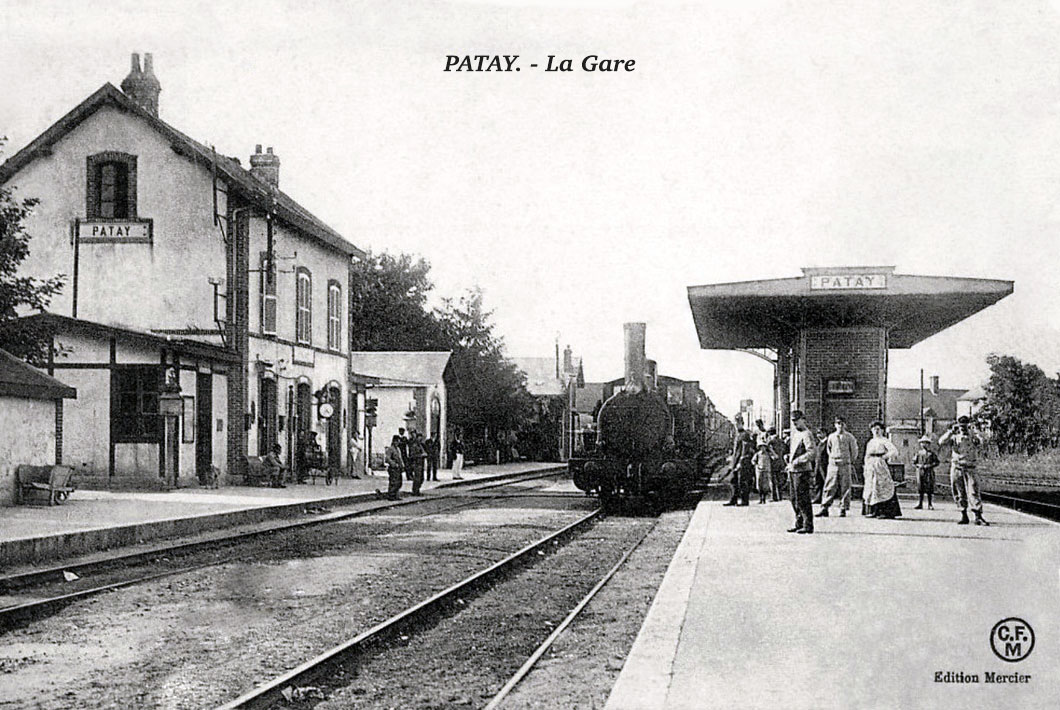
La gare de Patay vers 1910.